# آلبرت آکسلی
آلبرت آکسلی (انگلیسی: Albert Oxley; ۲۱ اوت ۱۹۱۵ – ۱۹۹۴ (۷۸−۷۹ سال)) بازیکن فوتبال اهل بریتانیا بود.
از باشگاه‌هایی که در آن بازی کرده‌است می‌توان به باشگاه فوتبال گیتزهد اشاره کرد.